# Solbiate Arno
Solbiate Arno är en ort och kommun i provinsen Varese i regionen Lombardiet i Italien. Kommunen hade 4 120 invånare (2018).